# Åkesta observatorium

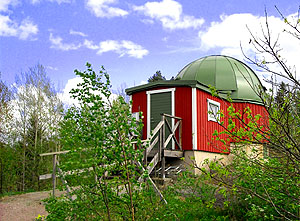
Åke Odelbergs "Stjärnstuga" från 1939.

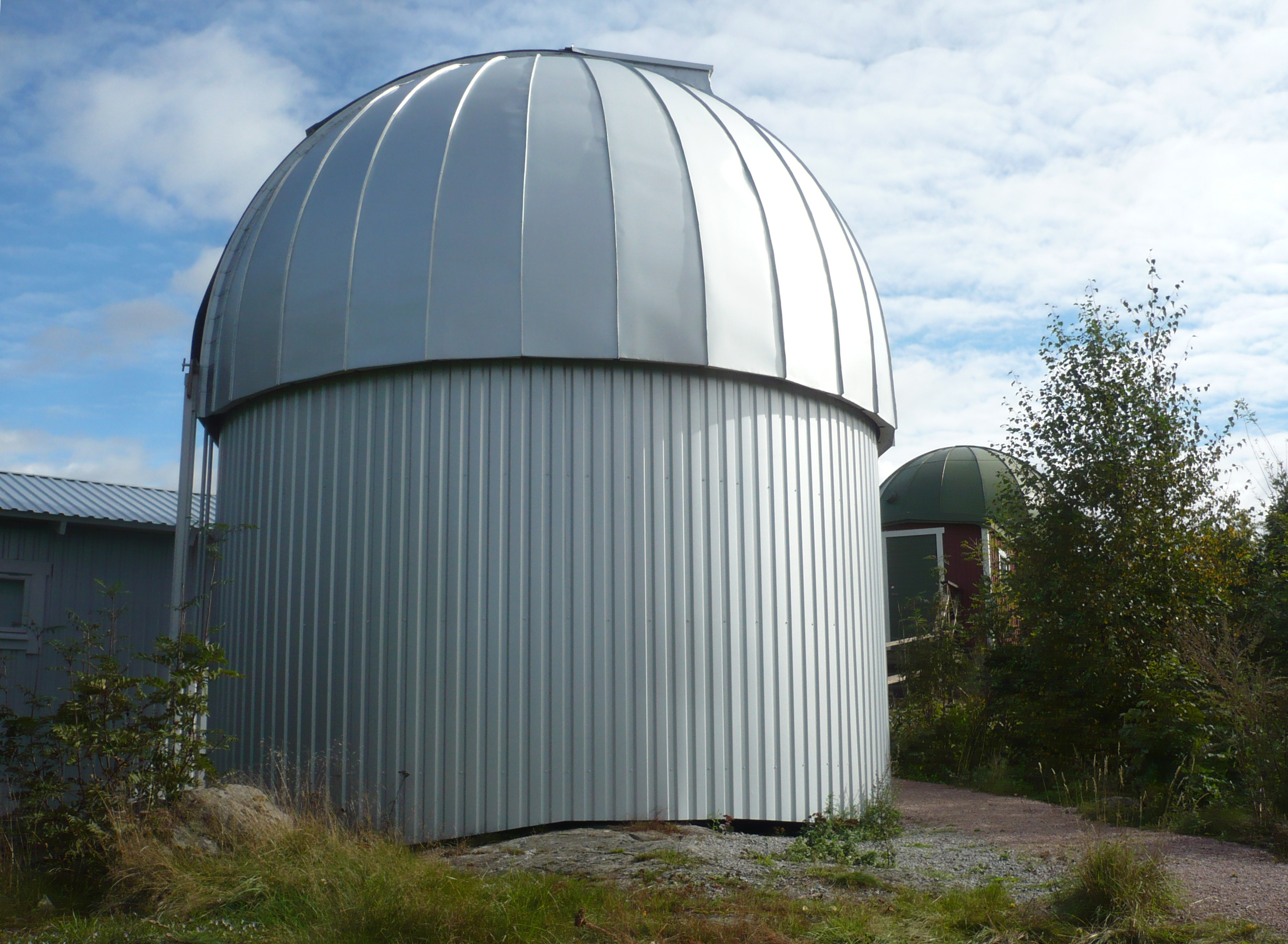
Nya observatoriet med det gamla i bakgrunden.

Åkesta observatorium är ett astronomiskt observatorium för amatörastronomi som ligger i Åkesta 4 kilometer norr om Västerås.

## Historia
Observatoriet byggdes 1939 av amatörastronomen Åke Odelberg (1900–1982), och han gav sitt observatorium namnet "Stjärnstugan". Odelbergs intresse för astronomi och astronomistudier vid Uppsala universitet gjorde att han umgicks med flera astronomer från Uppsala astronomiska observatorium, som berömde hans gärning och besökte Åkesta. 
Han var särskilt aktiv på 1940-talet, förde noga anteckningar om sina observationer och tog bilder med glasplåtar. Alla anteckningar samt många glasplåtar och bilder finns bevarade. Odelberg sålde observatoriet till Västerås kommun i december 1979.

## Verksamhet
Åkesta observatorium ägs idag av Västerås astronomi- och rymdforskningsförening (VARF), och har ett nära samarbete med Västerås kommun om öppethållande för skolor och allmänhet.
I Stjärnstugan finns ett datorstyrt spegelteleskop av typen Richey-Chrétien, med en apertur (öppning) på 10"/250 mm. Observationer görs både visuellt med okular och med kameror. 
På området finns även ett större observatorium, som har ett teleskop av typen Corrected Dall-Kirkham med en apertur på 16"/400 mm. 
Till observatorierna hör också ett uppvärmt klubbhus för möten och gruppvisningar. Klubbhuset byggdes ut i december 2013 för att kunna möta det ökande besöksintresset.
VARF har ett mycket aktivt samarbete med skolorna i Västerås, och besöks årligen av cirka 1 400 personer från skolor, föreningar, företag, och privatpersoner.

## Visningar
Vid klart väder kan besökarna ofta se ljusstarkare planeterna Jupiter, Venus, Mars och Saturnus. Av stjärnhoparna räknas Plejaderna till en av de mest populära för sin skönhet och lättillgänglighet. Ett annat vanligt objekt är Orionnebulosan.
VARF har även ordnat många specialvisningar vid speciella astronomiska händelser, som Venuspassagen 2012 eller kometen Lovejoy 2013.
Vid mulet väder hålls föredrag i klubbhuset med 3D-grafik om engagerande astronomiska teman.